# Cycas guizhouensis
Cycas guizhouensis  (лат.) — вечнозелёное древовидное растение рода Саговник.
Стволы от древовидных до бесстеблевых, 1 м высотой, 10-15 см диаметром в узком месте; 5-20 листьев в кроне. Листья тёмно-зелёные, полуглянцевые, длиной 100-180 см. Пыльцевые шишки веретеновидные, от оранжевых до коричневых (очень бледные), длиной 20-40 см, 6-14 см диаметром. Мегаспорофилы 10-20 см длиной, жёлто- или коричнево-войлочные. Семена почти шаровидные, 23-29 мм длиной, 22-28 мм в ширину; саркотеста жёлтая, не покрыта налётом, толщиной 1,5 мм.
Эндемик Китая (Гуанси, Гуйчжоу, Юньнань). Произрастает на высоте от 400 до 1300 метров над уровнем моря. Этот вид является типичным для малых, низкорослых лесов на крутых склонах, известняковых почвах или осыпях, а также встречается на крутых и почти неприступных известняковых горах. Растения произрастают также в долинах рек.
Разрушение окружающей среды в пределах ареала этого вида было значительным. Этому виду также грозит чрезмерный сбор в целях пищевого, медицинского и декоративного использования.